# Muzzano (Włochy)
Muzzano – miejscowość i gmina we Włoszech, w regionie Piemont, w prowincji Biella.
Według danych na styczeń 2009 gminę zamieszkiwało 609 osób przy gęstości zaludnienia 103,2 os./1 km².